# 支雅琪
支雅琪（1990年3月27日—），中国足球运动员，司职前鋒。

## 职业生涯
2008年，因與教練發生衝突，支雅琪離開天津泰達梯隊，來到深圳被范育紅的深圳南山足校收留。
2009年1月，深圳南山少年足球俱乐部入股深圳队后，支雅琪从南山青少年足球俱乐部一队直接成为中超球队深圳队球员，该赛季支雅琪为深圳红钻出场7次。
2010年，江苏舜天从深圳红钻引进支雅琪，同年9月对阵天津泰达的中超联赛是支雅琪唯一一次代表江苏队上场。
2011年，支雅琪转会到新组建的乙级联赛球队重庆足球俱乐部。起初表现出色，但后因纪律问题失去机会。
2012年，投奔恩师范育红的中乙新军深圳风鹏，作为中锋替补表现大起大落。
2013年，仍效力深圳风鹏但基本沦为替补，出场机会寥寥。